# グランデイソーラ
グランデイソーラは、栃木県日光市にある全長365メートル程のゴーカート場である。
ゴーカート走行中に事故し、怪我もしくは死亡事故などの責任は一切グランデイソーラ側は責任を負わない。

## 料金
周回は5周もしくは8周で選べる。5周は2000円　8周は3000円である。

## サービス
ゴーカートの安全装備のヘルメット　グローブ　かっぱ　ジャンパーのレンタルは全て無料である。
また9月にオープン記念大会を毎年開催している。200名以上参加している。この大会はゴーカートの経験関係無しで誰でもエントリーできる。